# Héraia
En Grèce antique, les Héraia (en grec ancien τὰ Ἡραῖα / tà Hêraîa) ou jeux héréens, sont un concours gymnique pentétérique réservé aux femmes, organisé à Olympie en l'honneur de la déesse Héra.

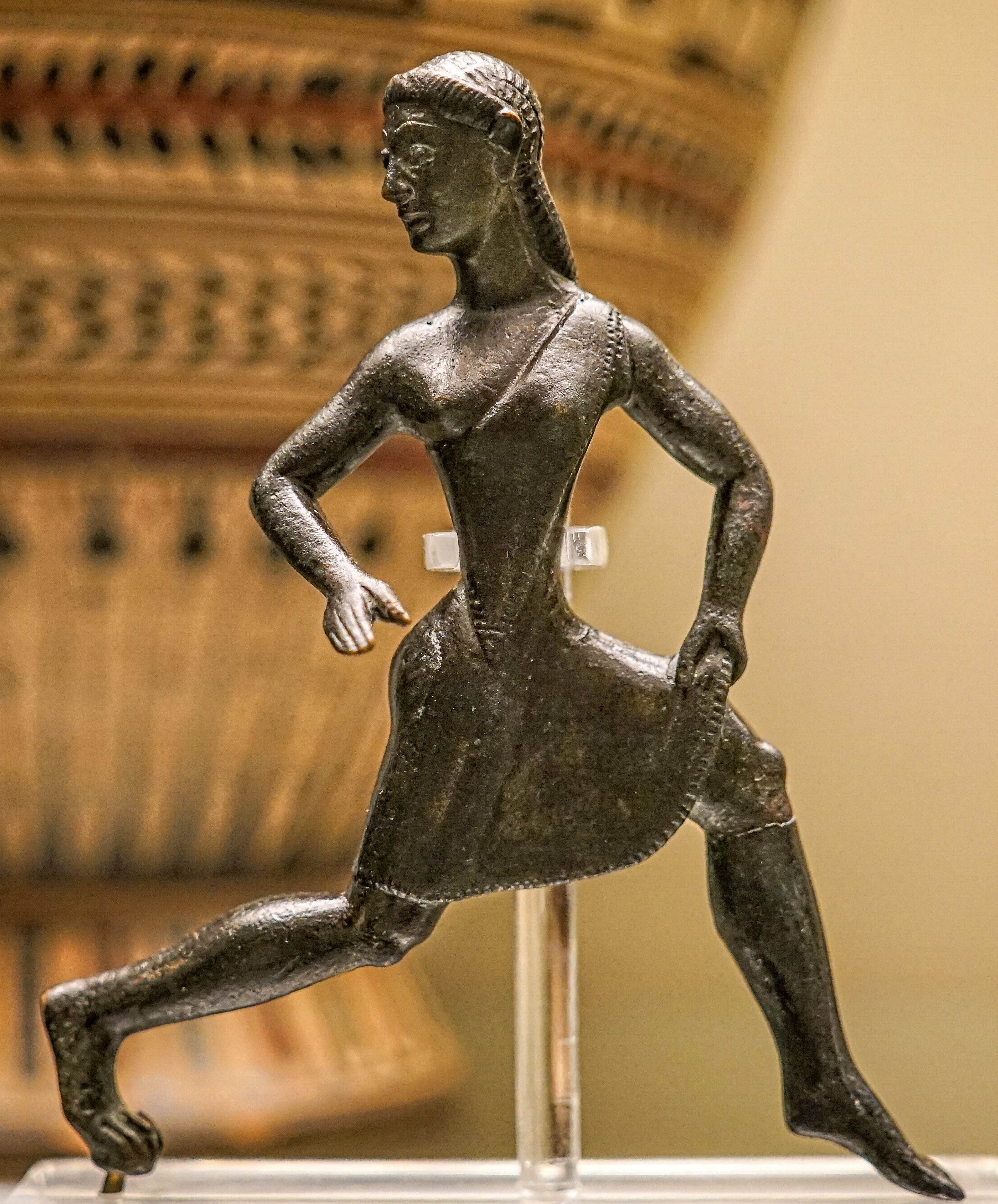
Jeune fille en train de courir, Laconie, v. 520-500. Bronze, H. 11 cm. British Museum.

## Histoire
Les femmes citoyennes n’ont, dans la Grèce antique, pas le droit de participer aux concours olympiques (fondés selon une tradition en 776 av. J.-C.). L'éducation des filles est réduite comparée à celle des hommes, sauf à Sparte, où il semble que les filles reçoivent la même formation athlétique que les garçons et une autre formation. Les femmes mariées sont donc exclues de toutes les enceintes sacrées, sous peine de mort, et de tous les concours athlétiques[réf. nécessaire]. Les athlètes féminines n'apparaissent dans des inscriptions qu'à partir du Ier siècle, où une Thrace de Tralles, Hedea, est mentionnée à Delphes parmi un groupe de femmes pour ses récompenses en chant, musique, course à pied et course de chars. Néanmoins, il existait une manifestation sportive exclusivement féminine : les jeux héréens. Mais les courses des Héraia ne semblent avoir accueilli que les jeunes Éléennes. Andrew Stewart précise aussi qu'un comité de seize femmes divise les jeunes filles qui concourent en trois groupes d'âge. Ces jeunes filles ne sont pas mariées. Elles portent une tunique qui laisse le sein droit nu. Selon une tradition, les Héraia sont créées par Hippodamie, après son mariage avec Pélops, en l’honneur d’Héra. Les compétitions sont probablement un rite de passage prénuptial. La tunique est probablement un vêtement de garçon, l'exomis, qui se portait de la même façon (un rite prénuptial avec travestissement de la future épouse avait lieu à Sparte). Selon une autre version, les Héraia sont fondées par les seize femmes d’Élide qui, au VIe siècle av. J.-C. ont pacifié le pays.
On ne sait pas précisément quand ces fêtes apparaissent mais il y a des indices pour une fondation ou une réorganisation dans les années 580 av. J.-C.. La diffusion de ces fêtes et compétitions s'étend aux jeux pythiques, fondés ou réorganisés en 582, aux jeux isthmiques en 581, aux jeux néméens en 573 et à la grande fête athénienne, les Panathénées, fondée en 566.
Les jeux ont lieu tous les quatre ans, deux semaines après la fin des jeux olympiques (vers le mois de septembre). Ils comprennent uniquement des épreuves de course dans le stade olympique, la longueur de la piste étant raccourcie d'un sixième, c'est-à-dire environ 160 mètres. La récompense consiste en une couronne d'olivier sauvage (oléastre) et une part de la vache sacrifiée à Héra . En outre, il est permis de dédier des statues portant le nom du vainqueur.
Pausanias évoque ces jeux dans sa Description de la Grèce (LIV. V, Chap. 16, 3).

## Autres Héraia
Des Héraia sont également célébrées dans d'autres cités comme Samos, Égine ou encore Minoa.
À Argos, le concours panhellénique Hécatombaia fut renommé Héraia.